# Larva (insectos)

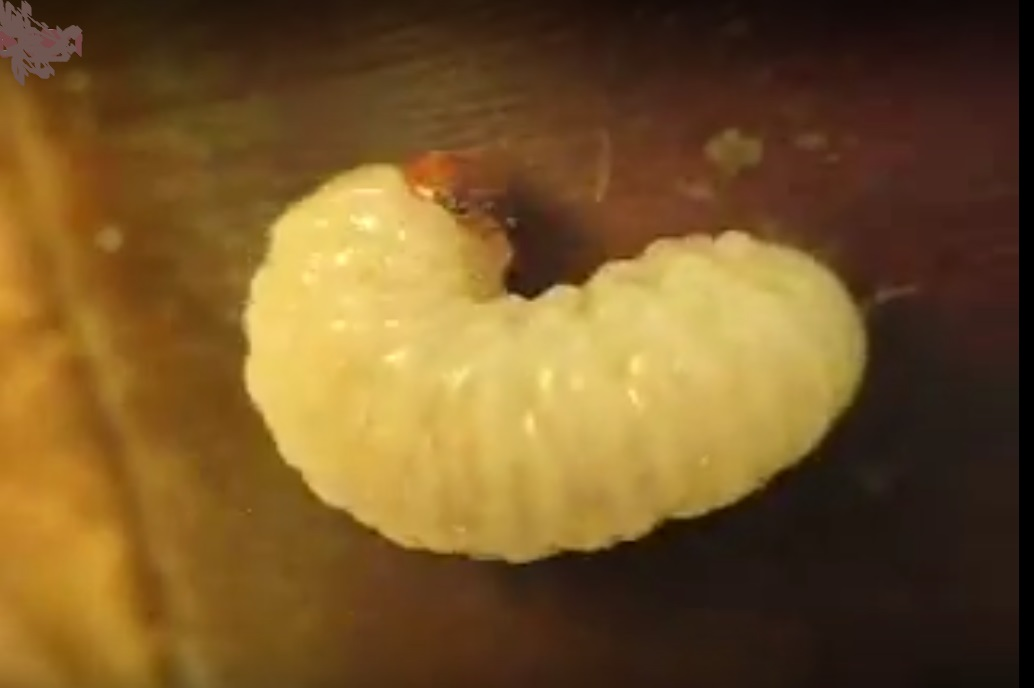
Larva ápoda eucéfala de Curculio.

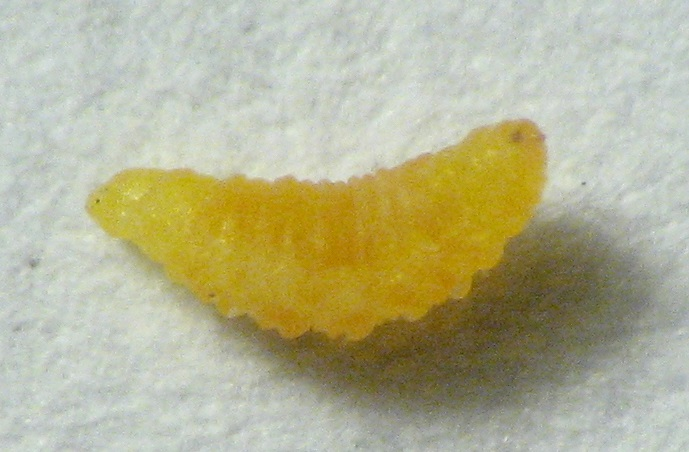
Larva ápoda acéfala de Dasineura carbonaria (Nematocera).

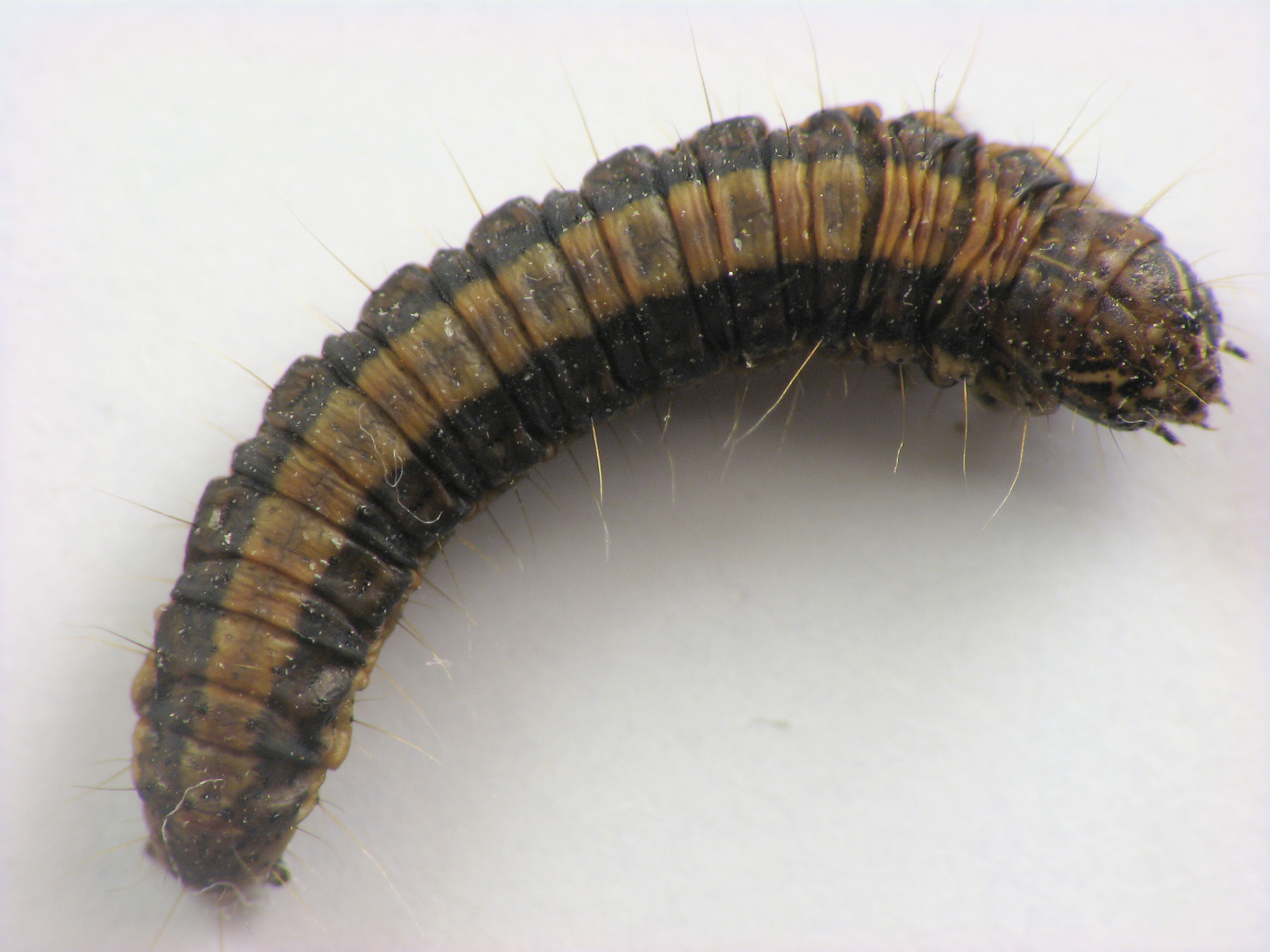
Larva eruciforme (oruga) de Pococera sp. (familia Pyralidae)

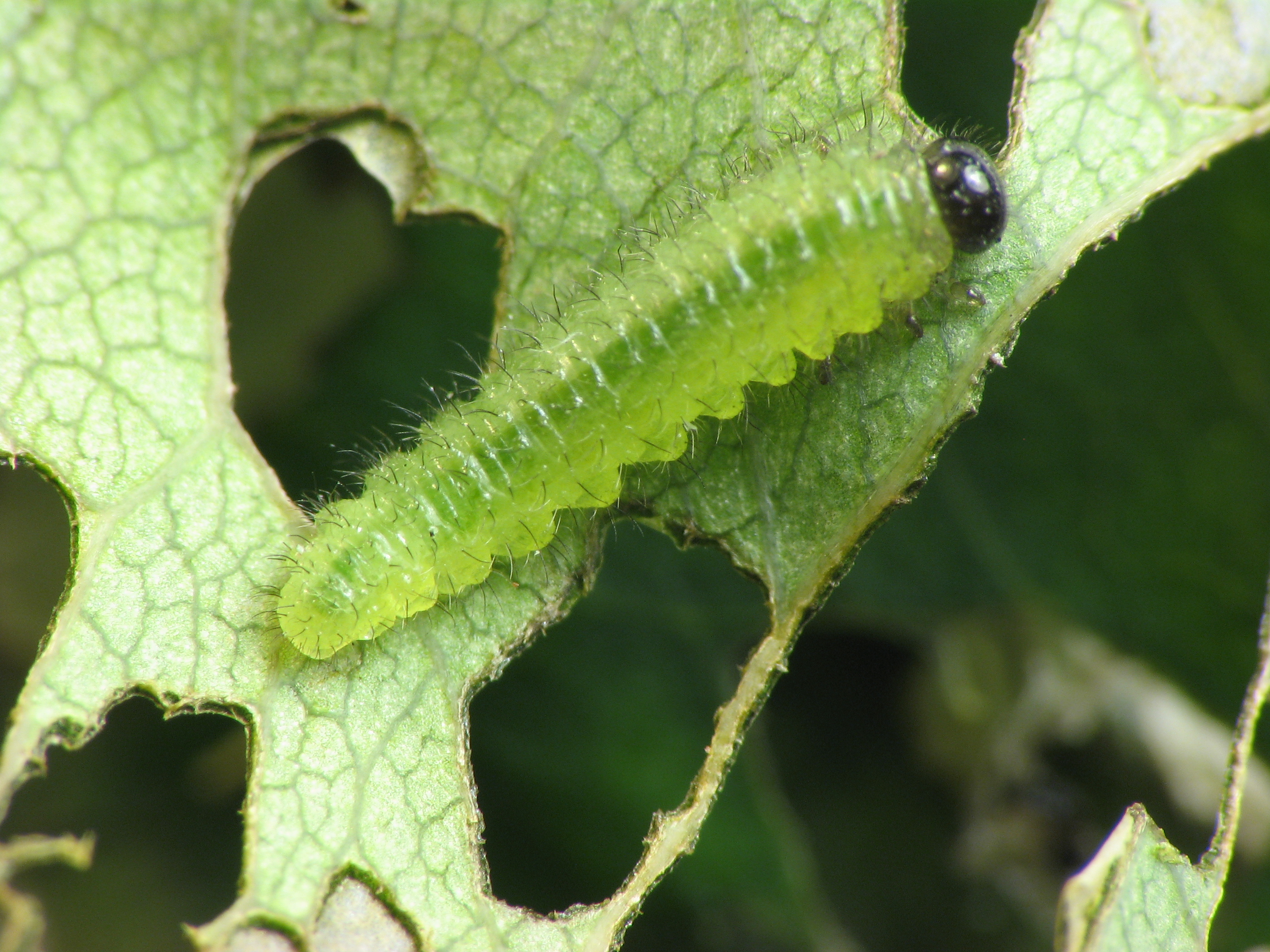
Larva eruciforme de Symphyta, Cladius difformis.

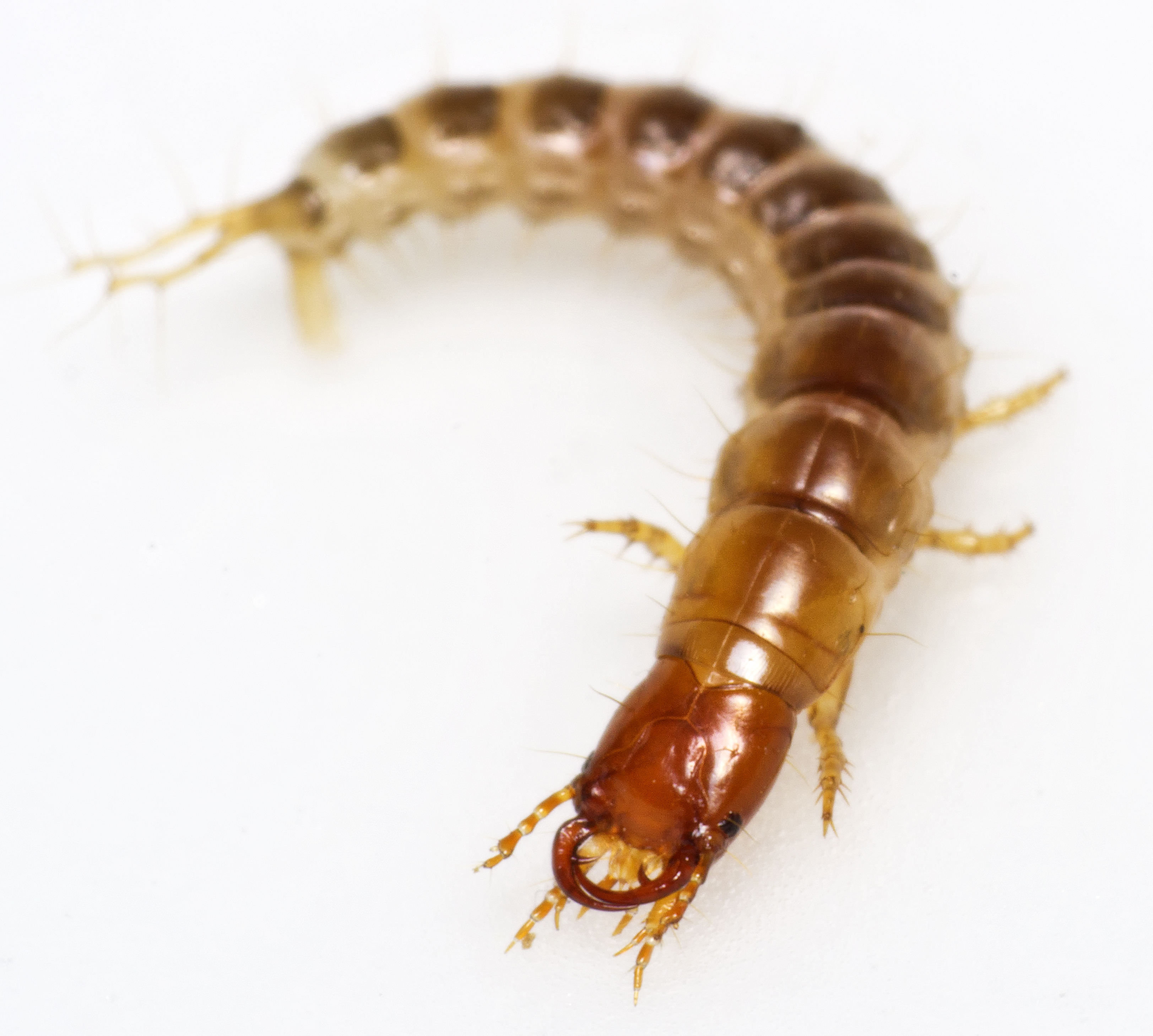
Larva campodeiforme de carábido

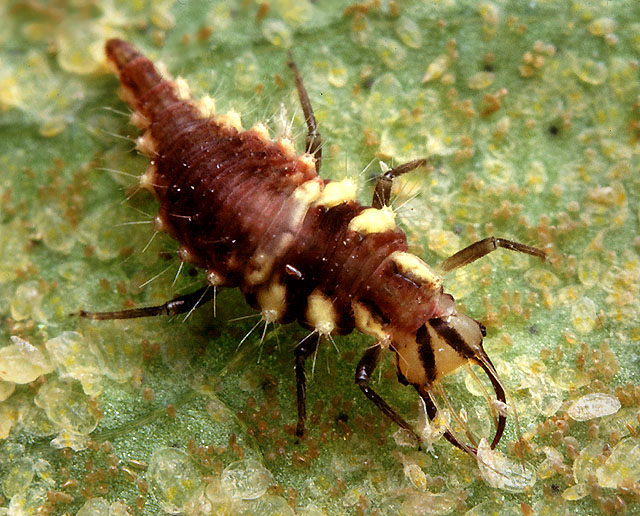
Larva campodeiforme de Neuroptera.

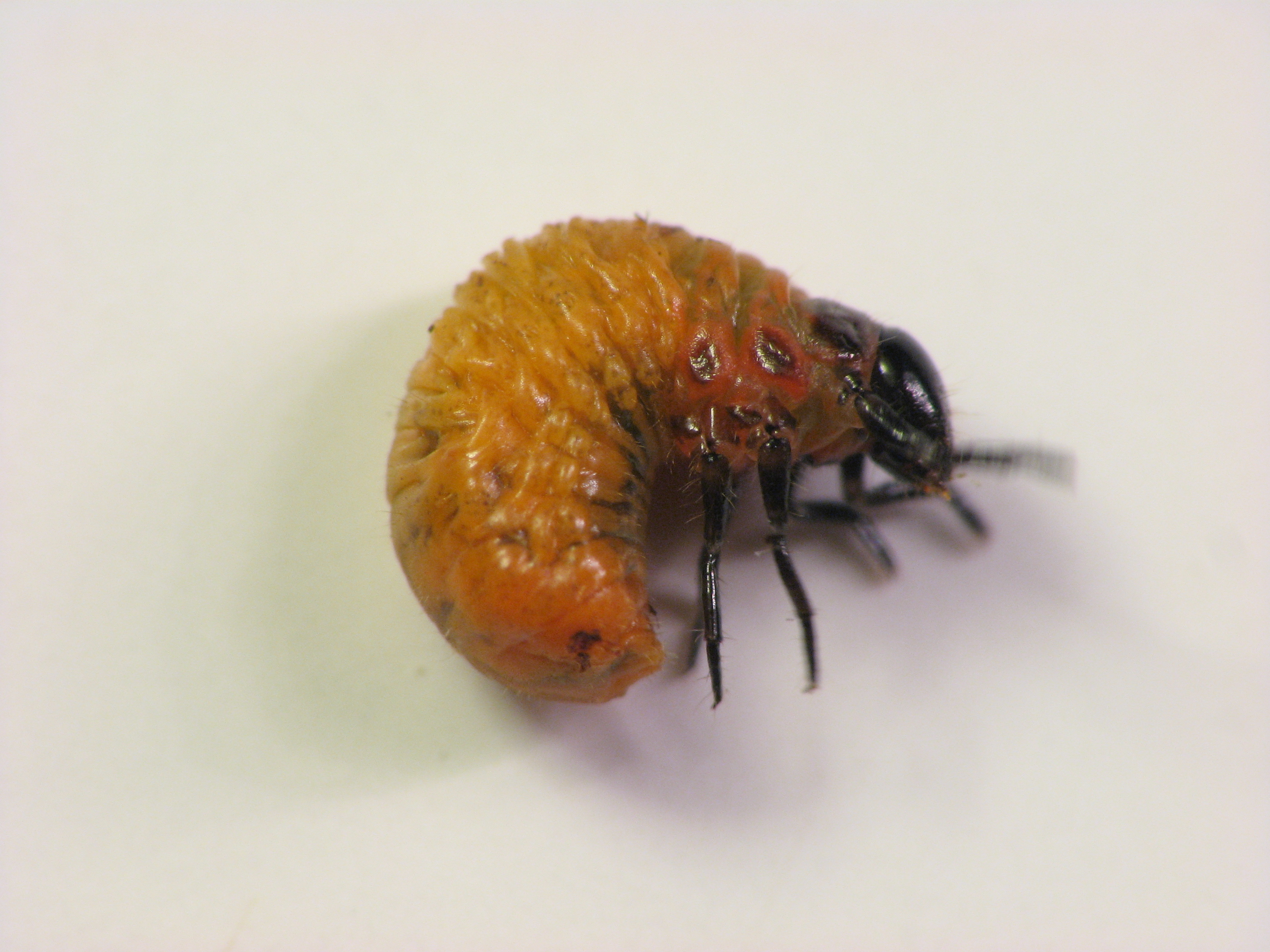
Larva escarabeiforme de Neochlamisus sp. (Chrysomelidae).

Los insectos holometábolos presentan una fase entre la fase embrionaria y la pupa, llamada larva. En los otros insectos (ametábolos y hemimetábolos) los estadios juveniles son llamados ninfas, no larvas y no hay estadio de pupa. La larva es profundamente diferente del adulto; su alimentación, piezas bucales y hábitat son generalmente muy diferentes. Necesitan pasar por un proceso de metamorfosis para llegar al estado adulto, pasando por un estado intermedio de pupa.
La vida de una larva puede ser muy breve, unos pocos días, o durar un año o varios años. Su función principal es acumular energía, es decir crecer hasta llegar a su tamaño final, que es mayor que el del insecto adulto porque parte de la energía y material acumulados son necesarios para el proceso de metamorfosis. En total, generalmente consumen más alimento que los adultos, algunos adultos ni siquiera se alimentan y carecen de piezas bucales.
Generalmente su exoesqueleto es más blando y delgado que el del adulto. Pueden ser de color blanco o crema o ser de color verde que sirve de camuflaje si se encuentran en el follaje. Otras tienen colores brillantes con diseños variados. Estos diseños y colores suelen servir de advertencia a los depredadores de su mal sabor y toxicidad (aposematismo). Otras larvas tienen pelos o espinas que en muchos casos causan irritación y sirven de protección.
Las larvas necesitan desprenderse de su exoesqueleto al crecer para reemplazarlo por un exoesqueleto de mayor tamaño. Este proceso se llama muda o ecdisis. El período entre dos mudas se llama estadio. El número de estadios varía según la especie, pero no suele haber más de cinco. El número es constante para cada especie en la mayoría de los casos. Sin embargo, en algunas polillas hay hasta seis o siete mudas si se las mantiene aisladas, pero cuando están agrupadas tienen solo cinco mudas. En general algunas especies sufren más mudas si la alimentación es escasa. Vale mencionar que las ninfas de Ephemeroptera pueden llegar a tener hasta 40 mudas.

## Tipos de larvas
Existen diferentes tipos de larvas de insectos; hay varias clasificaciones según los entomólogos. La siguiente clasificación se basa en la de Antonio Berlese de 1913. Presenta cuatro tipos principales de larvas: (También Chapman, R. The Insects: Structure and Function)

### Larva ápoda
Sin patas y con esclerotización reducida. Característica de los himenópteros apócritos, sin mayor movilidad; en contacto directo con el alimento ordinariamente proporcionado por la madre. Según el grado de esclerotización se subdividen en:
- Eucéfala – con la cápsula cefálica bien esclerotizada. Pueden ser muy activos en búsqueda de alimentos. Se encuentran en los dípteros Nematocera y Culicidae (mosquitos) y en los coleópteros Buprestidae, Curculionidae (gorgojos) y Cerambycidae.
- Hemicéfala – con una cápsula cefálica reducida que puede retraerse dentro del tórax. Se encuentran en la familia de moscas Tipulidae y en algunas Brachycera.
- Acéfala – Sin cápsula cefálica. Se encuentran en muchos dípteros como los de las familias Syrphidae, Tipulidae y Muscidae.

### Larva protopoda
Larvas de gran variedad que a veces no parecen larvas de insectos. Salen de huevos que contienen muy poca yema. Por ejemplo el primer estadio larval de himenópteros parasíticos (Platygastridae).

### Larva polipoda
También conocida como larva eruciforme; tienen patas abdominales o patas falsas además de los tres pares de patas torácicas. Están poco esclerotizadas. El mejor ejemplo son las orugas de Lepidoptera y las larvas de Symphyta.

### Larva oligopoda
Tienen una cápsula cefálica bien desarrollada y piezas bucales semejantes a las de los adultos, pero carecen de ojos compuestos. Tienen seis patas torácicas, no hay patas abdominales. Se dividen en dos subtipos:
- Campodeiforme – bien esclerotizada, cuerpo aplanado dorso–ventralmente. Generalmente son depredadores con patas largas con piezas bucales prognatas. Se encuentran en Neuroptera, Trichoptera, Ephemeroptera y algunos coleópteros (Coccinellidae, Carabidae).
- Escarabeiforme – poco esclerotizada, tórax y abdomen aplanados. Generalmente patas cortas y son inactivos en las especies excavadoras (Scarabaeoidea, Chrysomelidae y otros coleópteros).